# OH, MY GOD!
OH MY GOD!은 대한민국의 웹툰이다. 한국만화영상진흥원과 함께하는 네이버 대학만화 최강자전에서 1위로 입상한 작품이며, 네이버 정기 웹툰 중 토요 웹툰으로 지정되어 연재하였으며, 이 웹툰에서 그림은 강지영, 글은 현예지 양이 담당하였다.

## 내용
외모도, 성격도 제각각인 신들이 모여 '헤븐즈컴퍼니'라는 회사를 만들었다. 이 신들은 '신'이라는 사장과 함께 인간 세상의 여러 문제를 해결하고 다스리는데, 예기치 못한 사고로 '신'이 6일 동안 밤을 새서 만든 세상을 다스리는 자료가 날아가는 사태가 발생한다. 이에 지친 신은 지구 종말을 선언하고 다른 신들의 의견을 묻는데, 이 와중에 대한민국의 한 평범한 여학생이 벼락과 함께 헤븐즈컴퍼니로 오는 사고가 발생한다. 이름도 없는 여학생은 돌려보낼 수 없는 존재이고, 신들은 종말과 함께 여학생의 처분 여부를 생각하며 골머리를 앓는다. 

## 등장 인물
- 신: 신은 헤븐즈컴퍼니의 사장이다. 6일동안 일을 하고 마지막 7일인 안식일에 쉬는 식으로 사무를 담당하며, 6일을 일하는 동안은 엄청난 업무량에 시달리며 밤을 계속 샌다. 핑크색 남방을 즐겨 입으며 말풍선에 가려 결코 얼굴이 보이는 법이 없다. 업무량에 지쳐 종말을 결정하는 장본인이다. 어린 양, 세상 만물이 모두 자신의 자식이라고 말하는 것으로 미루어 보았을 때 기독교의 유일신인 하나님이실 공산이 크다.

- 천사: 천사는 주로 양복을 즐겨 입으며 잘 알려진 천사의 날개를 가지고 있고, 신을 가장 가까이에서 보좌하는 역할을 한다.
  - 우리엘: 최후의 심판 때 지휘채를 휘두르는 외로움의 천사라고 역사적으로 알려져 있으나, 웹툰상에서는 금발 머리에 빨간 눈을 한 얌전한 얼굴의 천사로 현재 나오고 있다.
  - 가브리엘: 성서에 나오는 계시의 천사이며, 라틴어로 '신의 사람'이라는 뜻을 가진다. 웹툰상에서는 청록색 레게 머리를 하고 붉은색 뿔테안경을 낀 천사로 현재 나오고 있다. 신이 종말을 선언했을 때 가장 먼저 반응한 천사이며, 성격은 다혈질로 보이며 뜻하지 않게 헤븐즈컴퍼니로 온 여고생을 돌려보내려는 노력을 하는 장본인이다.
  - 라파엘: 사람의 영혼을 담당하는 천사로, 아직 웹툰에는 등장하지 않았다.
  - 라구엘: 징벌을 담당하는 천사로, 아직 웹툰에는 등장하지 않았다.
  - 사라카엘: 영 안에서 죄를 지은 영혼들을 담당하며 웹툰상에서는 갈색피부에 옅은 연갈색 머리를 하고 등장한다.
  - 레미엘: 부활한 자들을 담당하는 천사로 금발을 뒤로 넘긴 머리에 파란 눈의 외모를 가졌다.
  - 미카엘: 카오스를 담당하는천사로, 아직 웹툰에는 등장하지 않았다.
  - 루시퍼: 성서에서 신에게 반기를 든 죄로 하늘에서 추방당한 타락천사. 웹툰에서는 헤븐즈 컴퍼니의 이면에 있는 지옥에서 근무하고 있다. 날카로운 톱니같은 이와 여성스러운 말투가 특징.

- 오딘: 오딘은 워낙에 북유럽의 대표 신으로 유명한 인물이며, 웹툰에는 한쪽 눈을 안대로 가리고 적당히 푼 셔츠와 양복바지를 입고 등장한다. 한쪽 눈이 없는 이유는 북유럽 신화에서 지혜의 샘에서 지혜와 한 쪽 눈을 바꿨다는 신화에서 착안. 머리는 금발을 길러 하나로 묶은 머리이며, 신이 선언한 종말에 강력하게 반대하는 인물이다. 이유는, 북유럽 신화에 따르면 세상이 멸망을 하는 것은 세계의 마지막 전쟁이 일어날 때이며, 이 때에 북유럽의 신들까지 죽기 때문이다. 종말론을 진정시키기 위해 오랫동안 노력해 왔으며, 종말 선언 이후 기분이 내내 좋지 않다. 각성하면, 궁니르(오딘의 무기, 어느 대상이든 맞힐 수 있는 창. 대상에 적중하면 오딘의 품으로 돌아온다)를 꺼내 들고, 복장이 검은 신복으로 변하며 힘이 강력해진다.

- 프리가: 오딘의 아내, 겉모습은 어려 보이지만 남편의 기를 꽉 잡는 여신이다.

- 비슈누: 힌두교의 신으로 세계의 보존과 유지의 기능을 담당하는 신으로 알려져 있다. 힌두교의 삼대 신으로 알려져 있으나, 웹툰에서는 단지 잠을 자는 신으로만 등장한다. 모든 신들이 이사이기는 하나 이 신의 의견을 묻지 않으며, 깨우려는 노력도 하지 않는다. 머리는 검은색이 섞인 청록색이며, 목베개를 항상 하고 정장을 갖춰입고 잠이 들어 있다.

- 붓다(부처): 미륵 보살과 함께 불교를 대표하는 신적 존재로 알려져 있다. 웹툰상에서는 가장 평화로운 신으로 등장하는데, 그렇기 때문에 큰 싸움이 일어나도 폭력이며, 자신은 평화주의자라는 이유로 말리지 않는다. 귀가 아주 길고 귓볼이 길게 늘어져 있으며, 안경을 쓰고 있고 이마에는 둥그런 점이 있다. 불교의 교리에 윤회사상이 들어 있기 때문에 윤회를 강조하나, 윤회를 하기가 귀찮아졌다는 것을 이유로 종말에는 찬성에 가까운 의견을 갖는다. 각성하면 부처의 모습으로 변하여 몸에 실크를 두르고 광륜이 나타나며, 연꽃 잎이 흩날린다.

현재(13.9.17) 나오지는 않았으나 아들 '라훌라'의 존재가 확인됨
- 모세: 모세는 히브리인으로 구약성서에 등장하는 인물이며 이스라엘 민족을 이집트에서 탈출시켜 40년 후에 가나안으로 들여보낸 인물이다. 구약 성서를 읽는 사람들에게 굉장히 중요한 존재로 인식된다. 웹툰에서는 적당히 붉게 탄 살결과 하얀 머리에 붉은 눈을 가진 캐릭터로 등장한다. 역사적으로 홍해를 갈랐던 것이 유명하므로 웹툰에서도 커피를 이용하여 홍해의 기적과 비슷한 현상을 보여준다. 신과 매우 친밀한 관계를 보이고, 말하는 사실로 미루어 보았을 때, 신이 하나님이실 것이라는 사실의 근거에 보탬이 된다.

- 단군: 한민족의 시초로 잘 알려진 신적 존재이다. 웹툰상에서는 외모로는 가장 나이가 들어 보이나 실제로는 가장 막내인 신이다. 갈색의 긴 머리와 긴 수염을 가졌으며, 흰 양복을 입었다. 신들에게 막내로서 존댓말을 하여, 종말에는 딱히 의견을 표시하지 않는다. 운사라는 '길치'인 존재를 운전기사로 데리고 다니는 듯 하다.

- 시바: 힌두교에서 중요한 파괴의 신으로, 웹툰에서는 네 개의 팔을 가지고 성격이 불 같은 신으로 등장한다. 종말을 논하는 회의에서 늦게 도착하며, 종말에는 찬성하는 쪽이다. 옷은 뒤에 있는 한 쌍의 팔 때문에 제대로 상의, 하의를 갖춰 입지 못하며, 이 때문에 신들에게 타박당한다. 여고생이 자신을 벌레라고 부르는 것에 화가 나 여고생을 파괴시키려고 하는 장본인. 각성하면 몸에서 빛이 나고, 힘이 강력해진다.

- 여고생: 이름도 없고, 알려진 것이 아직 없는 대한민국의 평범한 여고생. 지나치게 눈부신 번개를 보다가 '번개 대박'이라는 말을 끝맺지 못하고 헤븐즈 컴퍼니로 오게 된다. 성격은 멍하고 침착한 것으로 보이며, 촌철살인에 능한 것으로도 보인다. 먹성이 좋다.
- 노아: 동물 알레르기가 있는 대홍수 때 종말을 도운 인간

- 제우스: 헤븐즈 컴퍼니와 대립 관계에 있는 (주)올림포스의 사장. 올림포스 12신 중 하나로 그리스로마 신화 최고 신. 번개 계열의 능력을 사용한다. 각성하면 미성년에서 성년으로 변하며, 복장이 변한다.

- 헤라: 올림포스 12 신 중 하나로 제우스의 부인. 다산의 신이자 질투의 화신으로 유명하나 작중 성격은 모난 데 없는 편.

- 헤르메스: 올림포스 12신 중 하나로 전령의 신, 도둑의 신. 제우스의 아들이며 그의 명을 빠른 발로 수행한다.

- 아테나: 지혜와 용기의 여신. 올림포스 12신 중 하나로 아레스와 함께 등장. 헤븐즈 컴퍼니에 패배함.

- 아레스: 전쟁과 힘의 신. 올림포스 12신 중 하나로 아테나와 함께 등장. 헤븐즈 컴퍼니에 패배함.

- 아프로디테: 올림포스 12신 중 하나로, 미의 여신. 붓다에게 패배함. 붓다와 묘한 분위기를 연출하기도 함.

## 참고 사항
- 네이버 웹툰에서 토요 웹툰으로 정식 연재를 시작했으나, 작가들의 사정으로, 26화로 2013년 12월 6일에 조기완결하였다.